# Reichsmarschall

La bannière du maréchal impérial (Reichsrennfahne).

Reichsmarschall (pouvant être traduit de l’allemand par « maréchal d'Empire » ou « maréchal impérial ») est un titre accordé à des militaires dans les pays de langue germanique, initialement au Moyen Âge, et ensuite à l'époque de l’Allemagne nazie, pendant la Seconde Guerre mondiale. Dans ce dernier cas, il s'agissait du grade le plus élevé dans les forces armées du Reich, forces armées dont le commandant en chef était le Führer, Adolf Hitler.

## Historique

### Saint-Empire
Depuis le règne de l'empereur Otton le Grand au Xe siècle, l'office du maréchal a été l'une des plus hautes fonctions du Saint-Empire romain germanique. À la cour impériale, le titre d'archimaréchal de l'Empire (Reichs-Erzmarschall) était reservé à l'électeur de Saxe, désigné par la Bulle d'or de l'empereur Charles IV en 1356. Le maréchal avait été d'abord ce que l'on appelle aujourd'hui un commandant en chef ; plus tard, il joue un rôle important dans le cérémonial impérial, tenant l’épée impériale entre ses mains aux couronnements ou à l'ouverture de la Diète de l'Empire. L'insigne du maréchal se compose de deux épées rouges croisées, elles faisaient partie  des armoiries des électeurs de Saxe. Les comtes de Pappenheim agissaient comme leurs suppléants.
Durant la guerre de Trente Ans au XVIIe siècle, Albrecht von Wallenstein est devenu généralissime des armées impériales. À la suite des traités de Westphalie, la capitulation électorale (Wahlkapitulation) des empereurs a précisé que l'armée du Saint-Empire est commandé par deux General-Feldmarschälle, respectivement de la part des États catholiques et protestants, nommés par le souverain et la Diète d'Empire.

### Seconde Guerre mondiale
Au cours de la Seconde Guerre mondiale, Hermann Göring fut le seul à détenir le grade de Reichsmarschall, ayant été promu lors d’une cérémonie à Berlin le 19 juillet 1940 par Adolf Hitler. Hitler a élevé Göring au rang de Reichsmarschall pour le distinguer des principaux généraux de la Wehrmacht, dont ceux de la Luftwaffe que Göring commandait, promus Generalfeldmarschall en même temps que Göring l’était au titre de Reichsmarschall. Hitler voulait aussi désigner Göring comme son successeur potentiel à la tête du Troisième Reich.
Cependant, le 23 avril 1945, Hitler remit en cause les termes du décret du 29 juin 1941 — destituant par là même Göring de ses titres et de ses fonctions — et nomma le Grossadmiral Karl Dönitz comme son successeur.

## Galerie d’illustrations

Épaulettes de Reichsmarschall.
Insignes de col de Reichsmarschall.
Étendard de Reichsmarschall conçu en l'honneur de Hermann Göring (variante de 1941-1945).
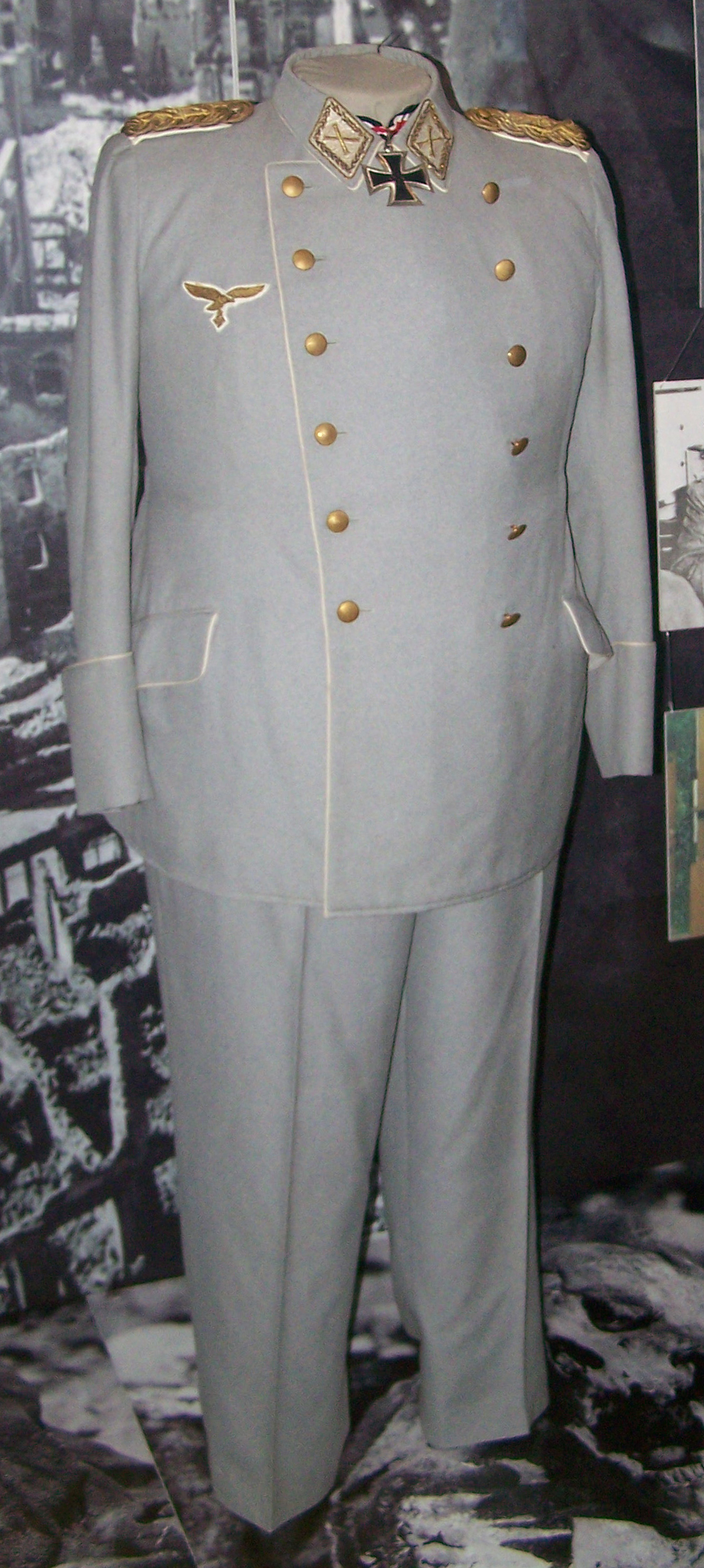
L'uniforme du Reichsmarschall Hermann Göring présenté au Musée d'histoire militaire de la Bunsdewehr (de) de Berlin.

## Culture populaire
- Dans la série Le Maître du Haut Château, le titre de Reichmarshall d'Amérique du Nord est conféré à George Lincoln Rockwell, ancien patron du Parti nazi américain, puis à John Smith.